# La stazione (film 1980)
La stazione (Dworzec) è un cortometraggio documentario del 1980 diretto da Krzysztof Kieślowski.